# Piazza Garibaldi (Reggio Calabria)
Piazza Giuseppe Garibaldi è una piazza del centro storico di Reggio Calabria e funge da cerniera tra la zona centrale e la zona sud della città. Su di essa si affaccia la stazione ferroviaria Centrale e nel suo centro si trova allocato un maestoso monumento in memoria dell'eroe che guidò i Mille, da cui il toponimo della piazza. 

## Descrizione
La piazza, di pianta planimetrica rettangolare e tagliata in due parti quasi simmetriche dalla via Nino Bixio, è tra le più grandi della città ed è delimitata da Corso Garibaldi ad est, via Caprera a sud, via Aspromonte a nord, mentre il lato ovest (fronte mare) è completamente occupato dal prospetto principale della Stazione Centrale. La stazione ferroviaria, progettata con criteri razionalistici dall'architetto futurista Angiolo Mazzoni, fu inaugurata il 18 aprile 1938 e presenta nel suo atrio un bassorilievo in ceramica, opera dello scultore Michele di Raco, che raffigura la Fata Morgana. L'area è adornata da quattro grandi aiuole poste ai suoi quattro vertici dove trovano posto alcune palme, alberi di pino e magnolie e altre piante ornamentali. Al centro della piazza si trova il monumento a Giuseppe Garibaldi. Si tratta di una statua alta oltre tre metri in marmo bianco di Carrara, realizzata nel 1956 dall'artista calabrese Alessandro Monteleone. La statua, è una copia dell'originale realizzata nel 1884 da Rocco Larussa, danneggiata dai bombardamenti subiti dalla città durante la seconda guerra mondiale.
La piazza, in parte occupata da un parcheggio pubblico, rappresenta anche un importante snodo per i mezzi pubblici dell'ATAM e degli autobus a lunga percorrenza che vi fanno capolinea ed è sede stabile di una postazione del servizio dei Taxi cittadini.

## Ritrovamenti archeologici

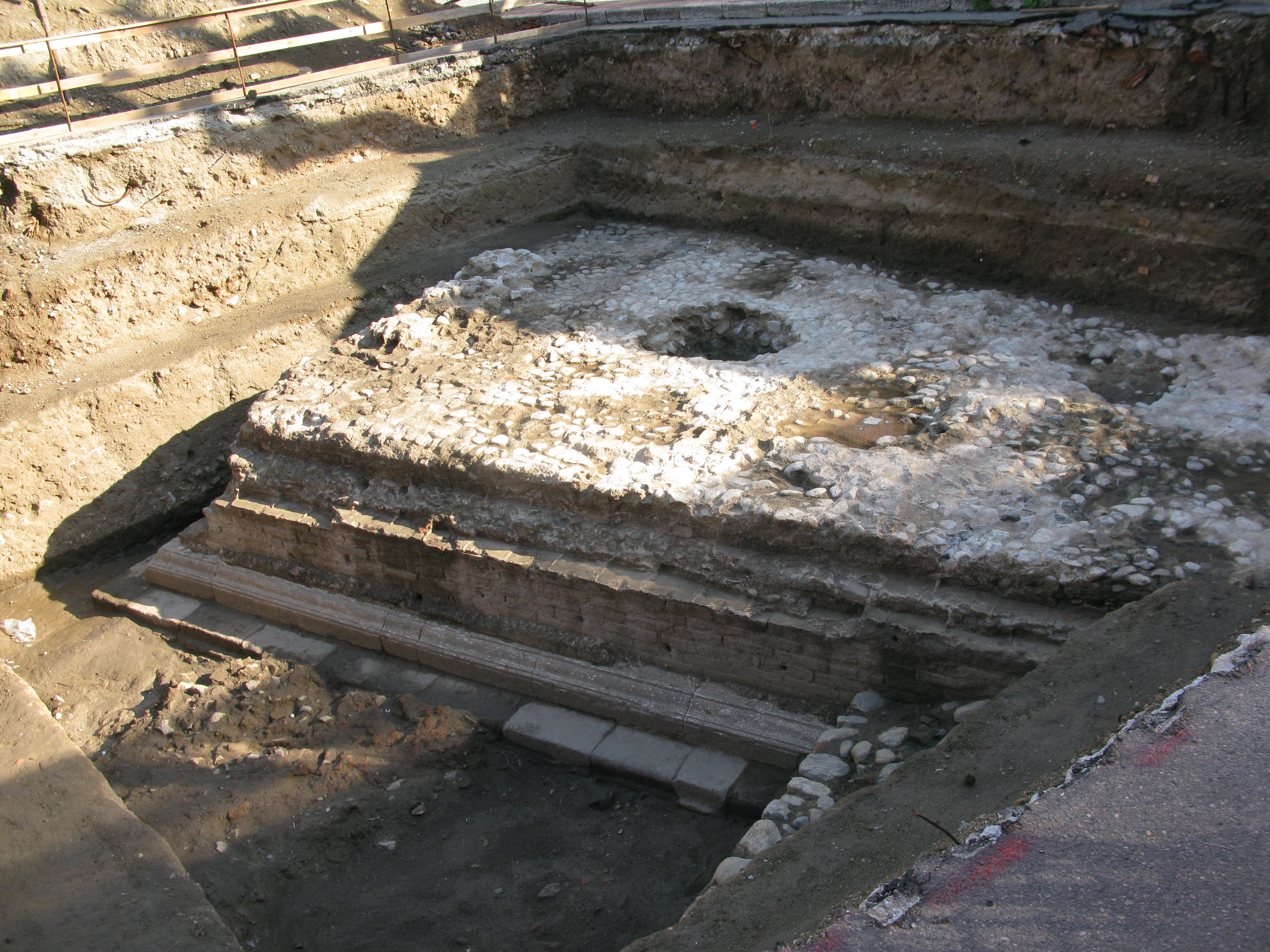
Scavi in Piazza Garibaldi

Tra aprile a giugno 2016 Piazza Garibaldi è stata interessata da un intervento di archeologia preventiva finalizzato a verificare le potenzialità archeologiche dell'aria. I tre saggi di scavo sono risultati tutti positivi. Nel saggio I è stato rinvenuto, secondo la conferenza del 08/02/2019 a cui ha preso parte il funzionario della Soprintendenza Archeologica dott. Fabrizio Sudano, un podio di un edificio sacro di età imperiale romana; nel saggio II è stata identificata una canaletta di epoca romana e nel saggio III una serie di lacerti murari di età greca e romana.